# Лядов, Константин Викторович
Константи́н Ви́кторович Ля́дов (род. 23 декабря 1959, Москва) — российский медик, хирург и реабилитолог. Академик РАН (2016, членкор РАМН с 2004), доктор медицинских наук (2000), профессор (2003). Заслуженный врач Российской Федерации (2014).

## Биография
Окончил Первый Московский медицинский институт им. И. М. Сеченова (1982) и в 1984 году — хирургическую ординатуру. Также окончил Российскую академию государственной службы при Президенте Российской Федерации (2002) по специальности «Государственное и муниципальное управление». Кандидатская диссертация — «Отдаленные результаты ваготомии в хирургическом лечении язвы желудка» (1987), докторская — «Системный подход к медицинской реабилитации спасателей и оценке прогноза профессиональной деятельности участников ликвидации последствий чрезвычайных ситуаций» (1999). В 1997 году К. В. Лядову присвоена высшая квалификационная категория по специальности «Социальная гигиена и организация здравоохранения», а в 2003 году решением министерства образования Российской Федерации — ученое звание профессора по кафедре факультетской хирургии.
С 1997 года главный врач Московской центральной клинической бассейновой больницы (по 2001), являлся директором Государственного медицинского центра Минздрава России (2001—2003) и исполнительным директором Национального медико-хирургического центра им. Н. И. Пирогова (2003—2006), а с 2006 года возглавлял ФГБУ «Лечебно-реабилитационный центр» Минздрава РФ. В 2017 году стал директором «Стационарного кластера Медси», проекта частной сети клиник группы компаний «Медси».
В 2002—2005 гг. член коллегии Минздрава России, в 2005—2008 гг. председатель Экспертного совета Федерального агентства по здравоохранению РФ.
В 2006—2014 гг. заведующий кафедрой клинической реабилитологии Первого МГМУ им. И. М. Сеченова, в котором ныне профессор кафедры спортивной медицины и медицинской реабилитации.
Избран академиком Российской академии наук 28 октября 2016 года по Отделению медицинских наук (клиническая реабилитология).
Член рабочей группы по кардиореабилитации Европейского общества кардиологов.
Под началом К. В. Лядова подгтовлено 10 кандидатских и 6 докторских диссертаций.
Член редколлегий журналов «Лечебная физкультура и спортивная медицина», «Клиническая медицина» «Физиотерапия, бальнеология, реабилитация», редсовета журнала «Вестник восстановительной медицины».
Награжден медалями «В память 850-летия Москвы» (1999), «За заслуги перед отечественным здравоохранением» (2003), МЧС России (2011), а также нагрудным знаком «Отличник здравоохранения» (1999).
Автор более 300 научных статей, 12 монографий, одного учебника.
Разработал методики реабилитации после инсульта, черепно-мозговой и спинальной травмы, онкологических заболеваний.